# Nati nel 1249
| Questa pagina contiene informazioni ricavate automaticamente dalle voci biografiche con l'ausilio del template Bio e di un bot. L'aggiornamento è periodico e automatico e ricostruisce completamente la pagina. Se manca una persona in questa lista, sei pregato di non aggiungerla, ma accertati piuttosto che la sua voce biografica contenga il template Bio e che i dati anagrafici siano correttamente compilati. Se il template Bio manca, inseriscilo tu stesso o, in alternativa, metti l'avviso {{tmp\|Bio}} che ne segnala la mancanza. Se i dati riportati sono sbagliati, correggi direttamente la voce biografica; le modifiche saranno visibili in questa lista entro pochi giorni. Per chiarimenti vedi il progetto biografie. La lista contiene solo le 11 persone che sono citate nell'enciclopedia e per le quali è stato implementato correttamente il template Bio. Pagina aggiornata al 13 gen 2025. |

- 9 luglio - Kameyama, imperatore giapponese († 1305)
- 26 dicembre - Edmondo Plantageneto, II conte di Cornovaglia, principe britannico
- Alda di Siena, mistica e infermiera italiana († 1309)
- Costanza II di Sicilia, regina († 1302)
- Enrico de Lacy, III conte di Lincoln, nobile francese († 1311)
- Eric V di Danimarca, re danese († 1286)
- Federico I di Baden-Baden, nobile tedesco († 1268)
- Giovanni I di Sassonia-Lauenburg, duca († 1285)
- Richard Middleton, teologo inglese († 1302)
- Roberto III di Fiandra, conte († 1322)
- Saru Batu Savci Bey, nobile ottomano († 1286)